# Alexandre Geniez
Alexandre Geniez (ur. 16 kwietnia 1988 w Rodez) – francuski kolarz szosowy, zawodnik profesjonalnej grupy TotalEnergies.

## Najważniejsze osiągnięcia
2010
- 2. miejsce w Route du Sud

2011
- 1. miejsce na 4. etapie Österreich-Rundfahrt
- 2. miejsce w Tour de Luxembourg

2012
- 9. miejsce w Tour de Pologne

2013
- 1. miejsce na 15. etapie Vuelta a España

2015
- 1. miejsce w Tro Bro Leon
- 9. miejsce w Giro d’Italia
- 1. miejsce w Tour de l’Ain

2016
- 1. miejssce na 4. etapie Tour de l’Ain
- 1. miejsce na 3. etapie Vuelta a España

2017
- 3. miejsce w Tour de l’Ain
  - 1. miejsce w klasyfikacji punktowej
  - 1. miejsce na 4. etapie
- 1. miejsce w Tre Valli Varesine

2018
- 1. miejsce w Grand Prix d'Ouverture La Marseillaise
- 1. miejsce w Tour Cycliste International La Provence
  - 1. miejsce w prologu
- 1. miejsce na 12. etapie Vuelta a España

2019
- 1. miejsce na 2. etapie Tour de l’Ain

2022
- 1. miejsce w prologu i 5. etapie Tour du Rwanda

## Starty w Wielkich Tourach
| Grand Tour | 2011 | 2012 | 2013 | 2014 | 2015 | 2016 | 2017 |
| ---------- | ---- | ---- | ---- | ---- | ---- | ---- | ---- |
| Giro       | -    | -    | -    | 13.  | 9.   | DNF  | DNF  |
| Tour       | -    | -    | 44.  | -    | 112. | -    | -    |
| Vuelta     | 159. | 90.  | 47.  | -    | -    | 108. | DNF  |